# اسلام‌آباد (غنی‌آباد)
اسلام‌آباد یا اشرف‌آباد روستایی در دهستان غنی‌آباد بخش مرکزی شهرستان ری استان تهران ایران است.

## جمعیت
بر پایه سرشماری عمومی نفوس و مسکن در سال ۱۳۹۵ جمعیت این مکان ۴٬۸۲۰ نفر (۱٬۴۳۵ خانوار) بوده‌است.